# Juliette Drouet
Juliette Drouet (születési nevén Julienne Gauvain) (Fougères, 1806. április 10. – Párizs, 1883. május 11.) francia színésznő, Victor Hugo múzsája, később társa a száműzetésben.

## Élete
Néhány hónapos volt, amikor meghalt édesanyja, egy évvel később édesapját is elveszítette. Testvéreivel árvaházba került. Juliette-t később örökbe fogadta egy Drouet nevű rokona, és Párizsba költöztek. 1816 és 1821 között Saint-Mandéban tanult az Ágostonos Kanonisszák iskolájában. A feltűnően szép lány 1825-ben James Pradier szobrász modellje lett, aki róla mintázta a Concorde téren felállított Strasbourgot jelképező szobrot. Kapcsolatukból egy leány született. 
Pradier tanácsára 1828-ban színészettel próbálkozott Brüsszelben, majd Párizsban. Nevét ekkor változtatta Drouet-ra. A vaudeville-ben sikereket ért el, szépségével elkápráztatta a férfiakat. Anatole Demidoff gróf társaságában Itáliában járt.
Juliette 1833 elején ismerte meg Hugót a Lukrécia Borgia olvasópróbáin. Sikert aratott Negroni hercegnő szerepében, de novemberben megbukott a Stuart Máriában. Kimerítették az előadások, anyagi gondok nyomasztották  és adósságbehajtók zaklatták. Abbahagyta a színjátszást, Hugo vállalta Juliette és lánya eltartását. Juliette egész életét  Hugónak szentelte. 1852-ben ő mentette meg a börtöntől III. Napóleon államcsínye után,  s bár követte az írót az emigrációba, külön laktak. Hugo számos verset írt hozzá. Minden évben együtt ünnepelték megismerkedésük évfordulóját, és írtak a közösen vezetett, gyengéd szeretettel Évfordulók könyvének nevezett füzetbe. 
1883. május 11-én hunyt el. Claire lánya mellé temették el Saint-Mandéban.

## Kapcsolódó szócikk
- Victor Hugo